# Bjørnfjell

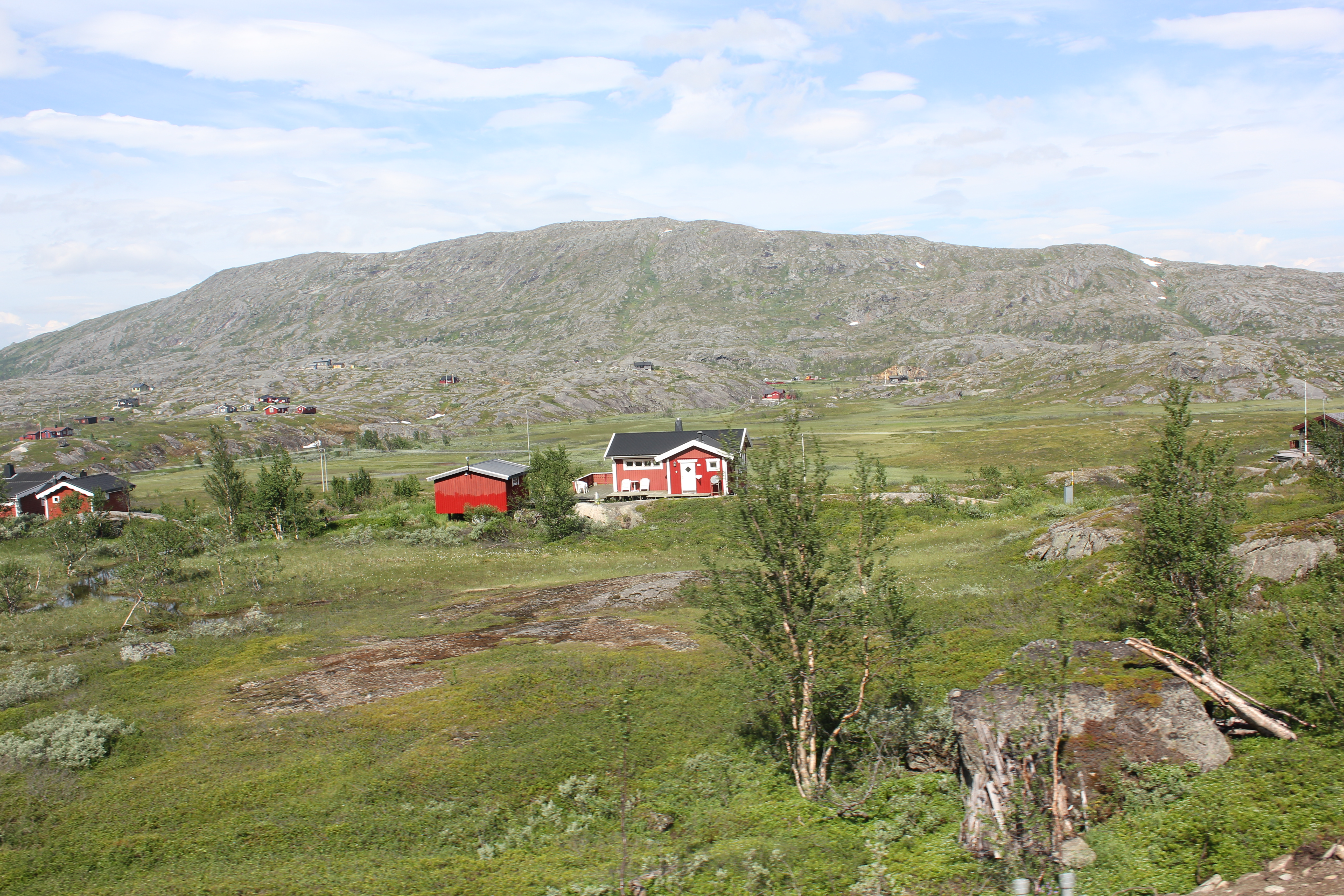
Bjørnfjell med semesterstugor.

Bjørnfjell (nordsamiska Bonjovárri) är ett fjäll öster om Narvik i Nordland fylke i Norge, nära gränsen till Sverige. Det är också namnet på en järnvägsstation som ligger vid Ofotbanen som är den norska förlängningen av Malmbanan. Här går även väg E10.
Bergets topp är 760 meter över havet.
Bjørnfjell var huvudkvarter för general
Eduard Dietl under slaget om Narvik. Sex norska soldater dödades vid strider på Bjørnfjell.